# Sörflärke
Sörflärke ist ein Ort (småort) in der Gemeinde Örnsköldsvik der Provinz Västernorrlands län sowie der historischen Provinz (landskap) Ångermanland. Das Dorf liegt zirka 50 Kilometer nordwestlich von Örnsköldsvik in der Nähe des vom Södra Anundsjöån durchflossenen Sees Ödsbysjön. Das Flusstal ist ab hier landwirtschaftlich geprägt; zehn Kilometer östlich von Sörflärke liegt der nächste größere Ort Bredbyn. In Sörflärke steht die Sörflärke kvarn, eine alte Getreidemühle mit Wasserrad.

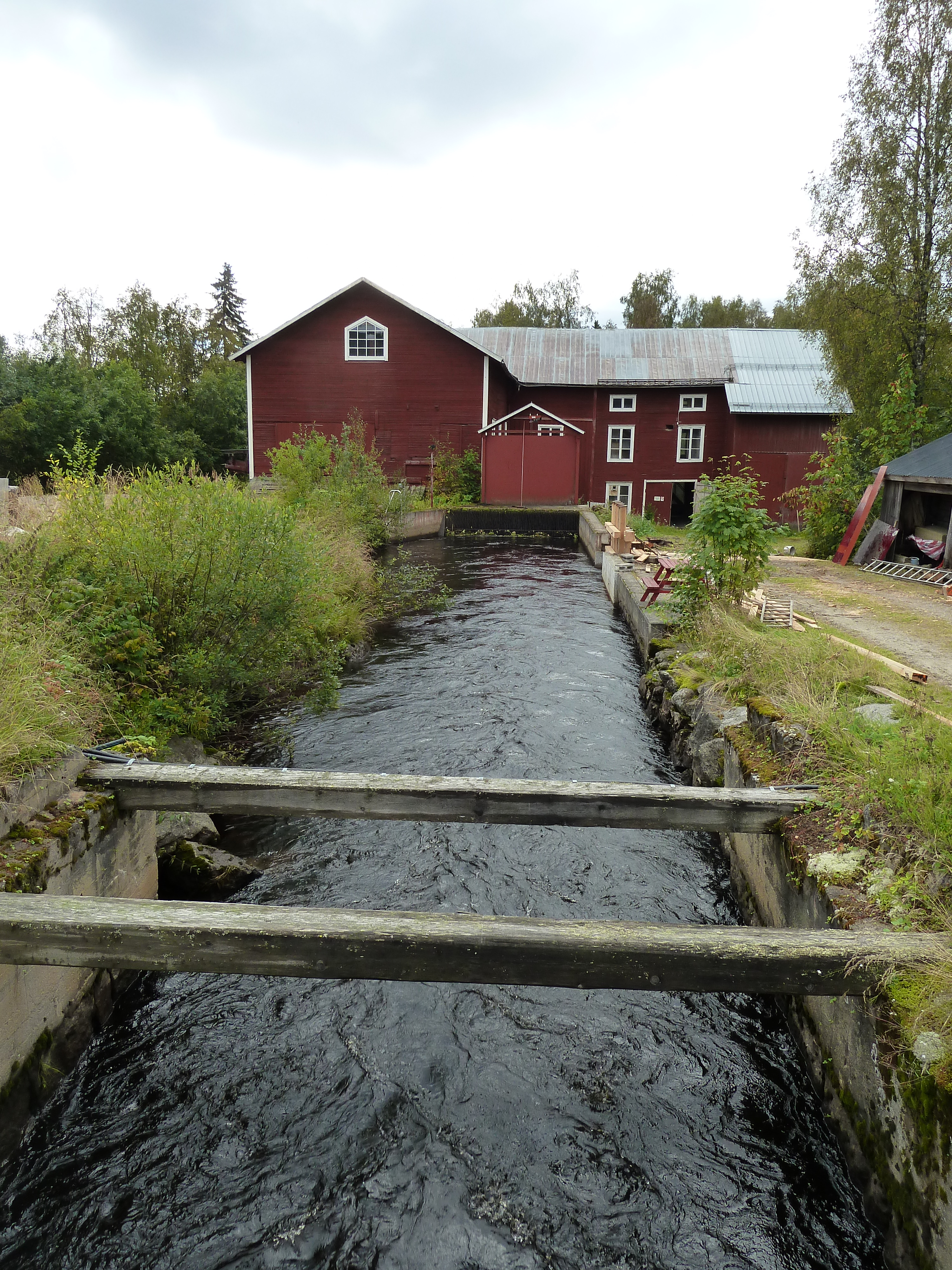
Sörflärke kvarn

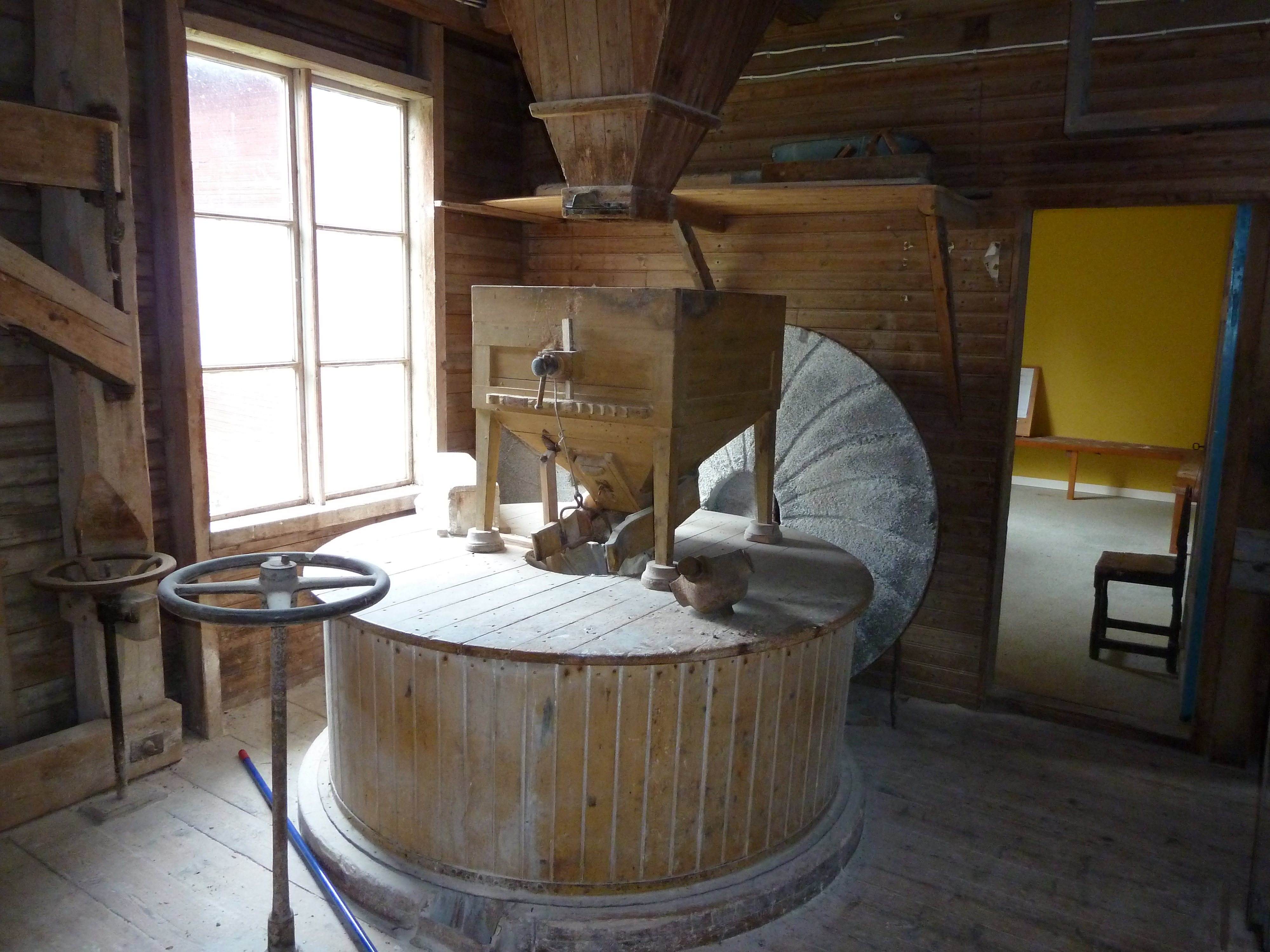
In der Mühle

## Weblink
1. 1 2  Statistiska centralbyrån: Småorter 2015, byggnader, areal, överlapp tätorter, koordinater (Excel-Datei)